# Phytoecia adusta
Phytoecia adusta är en skalbaggsart som beskrevs av Edmund Reitter 1889. Phytoecia adusta ingår i släktet Phytoecia och familjen långhorningar. Inga underarter finns listade i Catalogue of Life.